# Îlette de Pokesudie
L'Îlette de Pokesudie, anciennement l'île à Zacharie ou l'île des Doiron, est une île canadienne située dans le comté de Gloucester, au Nouveau-Brunswick. Elle fait environ 1,5 km par 1,1 km. Elle est baignée par la baie Saint-Simon. L'île est présentement inhabitée mais l'a déjà été, un pont la reliait à l'île de Pokesudie par la pointe à Marcelle, mais les gens ont cessé d'y habiter à la suite du vandalisme et du manque d'entretien. Les fondations des maisons y sont encore visibles. Administrativement, elle est comprise dans le DSL de Pokesudie.